# Житосвят
Житосвят (болг. Житосвят) — село в Бургасской области Болгарии. Входит в состав общины Карнобат. Находится примерно в 20 км к югу от центра города Карнобат и примерно в 40 км к западу от центра города Бургас. По данным переписи населения 2011 года, в селе  проживало 149 человек, преобладающая национальность — болгары.

## Население
| Год     | 1934 | 1946 | 1956 | 1965 | 1975 | 1985 | 1992 | 2001 | 2011 |
| ------- | ---- | ---- | ---- | ---- | ---- | ---- | ---- | ---- | ---- |
| Жителей | 1437 | 1485 | 1275 | 962  | 464  | 371  | 298  | 271  | 149  |

|  |